# زنان برای حقوق بشر زنان
زنان برای حقوق بشر زنان (به انگلیسی: Women for Women’s Human Rights (WWHR)) یک سازمان غیردولتی مستقل زنان (NGO) است که در سال ۱۹۹۳ در ترکیه تأسیس شد. هدف آنها مبارزه برای حقوق زنان، جلوگیری از خشونت علیه زنان و ارائه اطلاعات در مورد حقوق زنان در ترکیه برای تحقیق و آگاهی عمومی است.

## درباره
سازمان زنان برای حقوق بشر زنان برای ارتقای حقوق زنان در ترکیه فعالیت می‌کند. آن‌ها روی مستندسازی و به اشتراک‌گذاری اطلاعات در مورد وضعیت حقوق بشر زنان در آن کشور کار می‌کنند و برنامه‌هایی را برای کمک به توانمندسازی زنان ترویج می‌کنند. همچنین اطلاعاتی در مورد حقوق و وضعیت قانونی زنان در ترکیه را منتشر کرده‌اند. اطلاعاتی که این سازمان منتشر کرده‌است در تحقیقاتی که به بررسی حقوق زنان در ترکیه می‌پردازد، استفاده شده‌است. سازمان همچنین برای مبارزه با خشونت علیه زنان و تعریف تجاوز زناشویی به عنوان یک جرم تلاش کرده‌است.
این سازمان همچنین با شبکه زنانی که تحت قوانین مسلمانان زندگی می‌کنند (WLUML) همکاری دارد.
مقر اصلی این سازمان در استانبول مستقر است.